# Franz Hirschfeld (Schriftsteller)
Franz Hirschfeld (* 15. Mai 1868 in Cottbus; † 15. November 1924) war ein deutscher Lyriker und Dramatiker. Hirschfeld schrieb auch unter dem Pseudonym Franz Röhr.

## Leben
Franz Hirschfeld, geboren im Mai 1868 in Cottbus, verbrachte in Cottbus und in Peitz seine Kindheit. Seit dem Jahr 1895 lebte er als Steuerbeamter in Forst. Zuletzt arbeitete er als Versicherungs- und Bankdirektor der Brandenburgischen Girozentrale in Berlin. Als Stadtrat a. D. in Brandenburg an der Havel hatte er zu Lebzeiten verschiedene literarische Werke veröffentlicht, unter anderem unter dem Pseudonym Franz Röhr die beiden Theaterstücke Um Geld (1891) und Künstlerliebe (1895). 1911 erschien unter seinem Geburtsnamen das Stück Der Frechdachs. Ein Jahr später wurde dann das Buch Die 500jährige Hohenzollern-Jubelfeier in Brandenburg an der Havel publiziert. Im Jahr 1923 veröffentlichte Hirschfeld noch den Novellenband Elektra. Der Lyrikband Des Lebens Kreis wurde Ende November 1924 vom befreundeten Schriftsteller Karl Knauft im Verlag der Turmwartgemeinde, in Hermsdorf bei Berlin mit 76 Gedichten herausgegeben. Da Hirschfeld am 15. November 1924 im Alter von 56 Jahren verstorben war, erlebte er die Veröffentlichung seines Buches nicht mehr.

## Schriften (Auswahl)

### Einzelbände
- „Um Geld“, (Schauspiel), 1891 (unter dem Pseudonym Franz Röhr)
- „Künstlerliebe“, (Drama), 1895 (unter dem Pseudonym Franz Röhr)
- „Der Frechdachs“, (Schwank), Verlag Danner, Mühlhausen i. Th., 1911
- „Die 500jährige Hohenzollern-Jubelfeier in Brandenburg an der Havel“, (Sachbuch), Graphische Kunstanstalt A. Jülich, Chemnitz, 1912
- „Elektra“, (Novellen), Verlag Wiesike, Brandenburg, 1923
- „Des Lebens Kreis“, (Gedichte), Verlag der Turmwartgemeinde, Hermsdorf bei Berlin, 1924